# Campeonato Sudamericano de Voleibol Femenino Sub-18 de 2010
El XVII Campeonato Sudamericano de Voleibol Femenino Sub-18 se celebró del 24 al 29 de agosto de 2010 en las ciudades de Tacna, Tarapoto y el Callao, Perú. Los equipos nacionales compitieron por dos cupos para el Campeonato Mundial de Voleibol Femenino Sub-18 de 2011 realizado en Turquía.

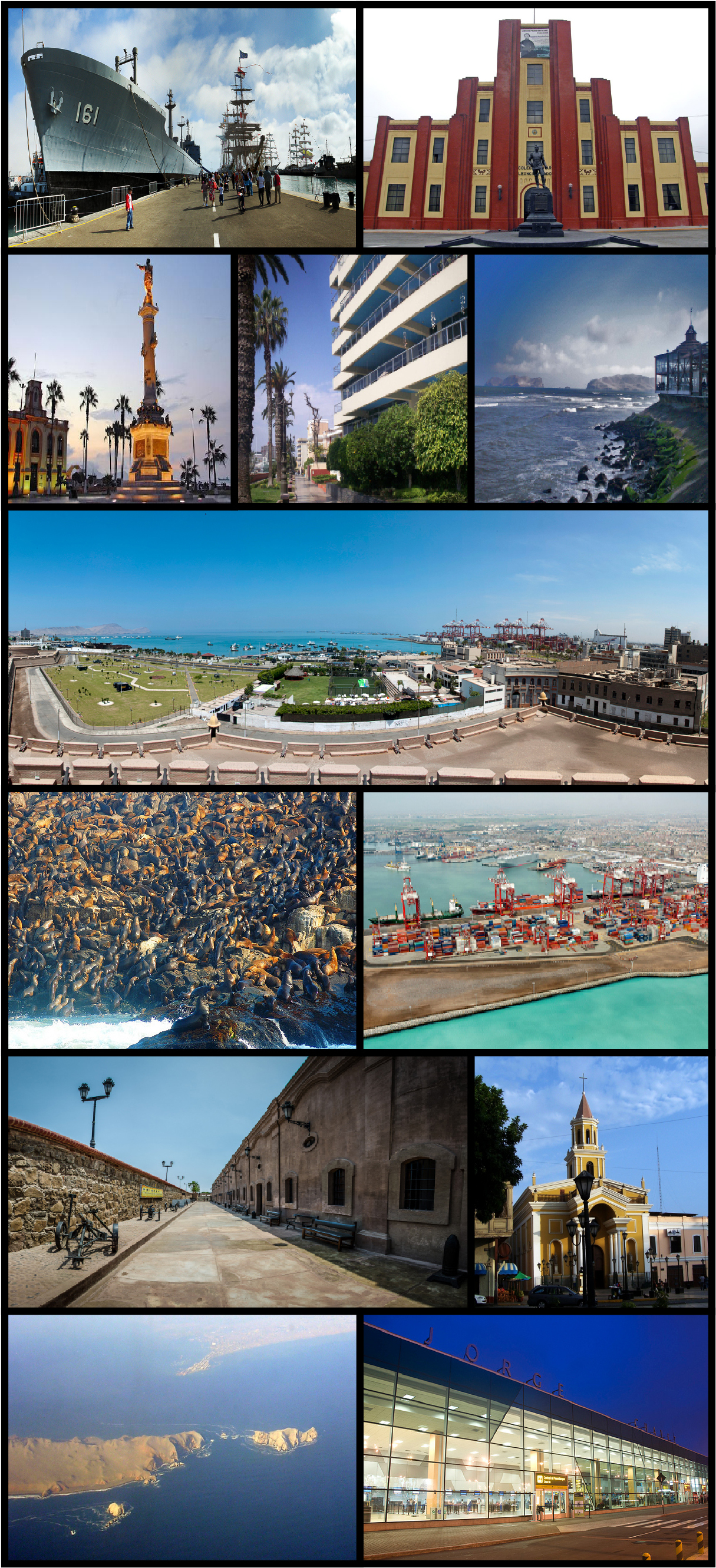
Callao, sede del XVII Campeonato Sudamericano de Voleibol Femenino Sub-18

## Equipos participantes
- Argentina
- Bolivia
- Brasil
- Chile
- Colombia
- Paraguay
- Perú
- Venezuela

## Grupos
| Grupo A   | Grupo B   |
| --------- | --------- |
| Brasil    | Perú      |
| Argentina | Venezuela |
| Colombia  | Chile     |
| Bolivia   | Paraguay  |

## Primera fase

### Grupo A
| Pos | Equipo    | PJ | PG | PP | SG | SP | PTS |
| --- | --------- | -- | -- | -- | -- | -- | --- |
| 1   | Brasil    | 3  | 3  | 0  | 9  | 2  | 8   |
| 2   | Argentina | 3  | 2  | 1  | 8  | 4  | 7   |
| 3   | Colombia  | 3  | 1  | 2  | 4  | 6  | 3   |
| 4   | Bolivia   | 3  | 0  | 3  | 0  | 9  | 0   |

#### Resultados
| Fecha    | Encuentro            | Resultado | Set   | Set   | Set   | Set   | Set   | Puntuación total |
| Fecha    | Encuentro            | Resultado | 1     | 2     | 3     | 4     | 5     | Puntuación total |
| -------- | -------------------- | --------- | ----- | ----- | ----- | ----- | ----- | ---------------- |
| 24-08-10 | Brasil - Bolivia     | 3-0       | 25-21 | 25-10 | 25-6  |       |       | 75-37            |
| 24-08-10 | Argentina - Colombia | 3-1       | 22-25 | 25-20 | 28-26 | 25-11 |       | 100-82           |
| 25-08-10 | Argentina - Bolivia  | 3-0       | 25-14 | 25-15 | 25-3  |       |       | 75-32            |
| 25-08-10 | Brasil - Colombia    | 3-0       | 25-12 | 25-9  | 28-26 |       |       | 78-47            |
| 26-08-10 | Colombia - Bolivia   | 3-0       | 25-14 | 25-15 | 25-15 |       |       | 75-44            |
| 26-08-10 | Brasil - Argentina   | 3-2       | 20-25 | 25-18 | 25-18 | 24-26 | 15-13 | 109-100          |

### Grupo B
| Pos | Equipo    | PJ | PG | PP | SG | SP | PTS |
| --- | --------- | -- | -- | -- | -- | -- | --- |
| 1   | Perú      | 3  | 3  | 0  | 9  | 0  | 9   |
| 2   | Chile     | 3  | 2  | 1  | 6  | 4  | 6   |
| 3   | Venezuela | 3  | 1  | 2  | 4  | 6  | 3   |
| 4   | Paraguay  | 3  | 0  | 3  | 0  | 9  | 0   |

#### Resultados
| Fecha    | Encuentro            | Resultado | Set   | Set   | Set   | Set   | Set | Puntuación total |
| Fecha    | Encuentro            | Resultado | 1     | 2     | 3     | 4     | 5   | Puntuación total |
| -------- | -------------------- | --------- | ----- | ----- | ----- | ----- | --- | ---------------- |
| 24-08-10 | Venezuela - Paraguay | 3-0       | 25-11 | 25-13 | 25-15 |       |     | 75-39            |
| 24-08-10 | Perú - Chile         | 3-0       | 25-20 | 25-17 | 25-22 |       |     | 75-59            |
| 25-08-10 | Venezuela - Chile    | 1-3       | 14-25 | 20-25 | 31-29 | 22-25 |     | 87-104           |
| 25-08-10 | Perú - Paraguay      | 3-0       | 25-10 | 25-6  | 25-10 |       |     | 75-26            |
| 26-08-10 | Chile - Paraguay     | 3-0       | 25-13 | 25-12 | 25-12 |       |     | 75-37            |
| 26-08-10 | Perú - Venezuela     | 3-0       | 25-22 | 25-14 | 25-21 |       |     | 75-57            |

### Clasificación para la Fase Final
| – | Clasificado para competir del 1° al 4° lugar. |
| – | Clasificado para competir del 5° al 8° lugar. |

## Fase final

### Final 5° y 7° Puesto
|  | Semifinales | Semifinales |   |          | 5° puesto | 5° puesto |  |
|  |             |             |   |          |           |           |  |
|  |             |             |   |          |           |           |  |
|  |             |             |   |          |           |           |  |
|  | Colombia    | 3           |   |          |           |           |  |
|  | Paraguay    | 0           |   |          |           |           |  |
|  |             |             |   |          |           |           |  |
|  |             |             |   |          |           |           |  |
|  |             |             |   |          | Colombia  | 3         |  |
|  |             | Venezuela   | 0 |          |           |           |  |
|  |             |             |   |          |           |           |  |
|  |             |             |   |          |           |           |  |
|  |             |             |   |          | 7º puesto |           |  |
|  |             |             |   |          |           |           |  |
|  | Venezuela   | 3           |   | Paraguay | 1         |           |  |
|  | Bolivia     | 0           |   |          | Bolivia   | 3         |  |

#### Resultados
| Fase      | Fecha    | Encuentro            | Resultado | Set   | Set   | Set   | Set   | Set | Puntuación total |
| Fase      | Fecha    | Encuentro            | Resultado | 1     | 2     | 3     | 4     | 5   | Puntuación total |
| --------- | -------- | -------------------- | --------- | ----- | ----- | ----- | ----- | --- | ---------------- |
| Semifinal | 28-08-10 | Colombia - Paraguay  | 3-0       | 25-05 | 21-13 | 25-05 |       |     | 75-23            |
| Semifinal | 28-08-10 | Venezuela - Bolivia  | 3-0       | 25-14 | 21-08 | 25-15 |       |     | 75-37            |
| 7° lugar  | 29-08-10 | Paraguay - Bolivia   | 1-3       | 07-25 | 25-21 | 14-25 | 19-25 |     | 65-96            |
| 5° lugar  | 29-08-10 | Colombia - Venezuela | 3-0       | 25-18 | 25-21 | 25-20 |       |     | 75-59            |

### Final 1º y 3º puesto
|  | Semifinales | Semifinales |   |       | Final     | Final |  |
|  |             |             |   |       |           |       |  |
|  |             |             |   |       |           |       |  |
|  |             |             |   |       |           |       |  |
|  | Brasil      | 3           |   |       |           |       |  |
|  | Chile       | 0           |   |       |           |       |  |
|  |             |             |   |       |           |       |  |
|  |             |             |   |       |           |       |  |
|  |             |             |   |       | Brasil    | 3     |  |
|  |             | Argentina   | 0 |       |           |       |  |
|  |             |             |   |       |           |       |  |
|  |             |             |   |       |           |       |  |
|  |             |             |   |       | 3º puesto |       |  |
|  |             |             |   |       |           |       |  |
|  | Perú        | 2           |   | Chile | 1         |       |  |
|  | Argentina   | 3           |   |       | Perú      | 3     |  |

#### Resultados
| Fase      | Fecha    | Encuentro          | Resultado | Set   | Set   | Set   | Set   | Set   | Puntuación total |
| Fase      | Fecha    | Encuentro          | Resultado | 1     | 2     | 3     | 4     | 5     | Puntuación total |
| --------- | -------- | ------------------ | --------- | ----- | ----- | ----- | ----- | ----- | ---------------- |
| Semifinal | 28-08-10 | Brasil - Chile     | 3-0       | 25-14 | 25-9  | 25-11 |       |       | 75-34            |
| Semifinal | 28-08-10 | Perú - Argentina   | 2-3       | 25-18 | 25-23 | 10-25 | 19-25 | 11-15 | 90-106           |
| 3° lugar  | 29-08-10 | Chile - Perú       | 1-3       | 25-16 | 22-25 | 14-25 | 9-25  |       | 70-91            |
| Final     | 29-08-10 | Brasil - Argentina | 3-0       | 26-24 | 25-20 | 25-18 |       |       | 76-62            |

## Posiciones Finales
| \| Pos \| Equipo \| \| --- \| --------- \| \| \| Brasil \| \| \| Argentina \| \| \| Perú \| \| 4 \| Chile \| \| 5 \| Colombia \| \| 6 \| Venezuela \| \| 7 \| Bolivia \| \| 8 \| Paraguay \| | Campeón Brasil 14º Título |
| Pos | Equipo                    |
| | Brasil                    |
| | Argentina                 |
| | Perú                      |
| 4 | Chile                     |
| 5 | Colombia                  |
| 6 | Venezuela                 |
| 7 | Bolivia                   |
| 8 | Paraguay                  |

## Distinciones individuales
| - Most Valuable Player - Gabriela Guimarães "Gabi" (BRA) - Mejor Ataque - Gabriela Guimarães "Gabi" (BRA) - Mejor Bloqueo - Natalia Cendan (ARG) - Mejor Servicio - Carla Reginatto (BRA) | - Mejor Armadora - Naiane Rios (BRA) - Mejor Recepción - Juliana Paes (BRA) - Mejor Defensa - Micaela Spahn (ARG) - Mejor Líbero - Juliana Paes (BRA) |